# Coryphaenoides subserrulatus
El granadero (Coryphaenoides subserrulatus) es una especie de pez de la familia Macrouridae en el orden de los Gadiformes.

## Morfología
Los machos pueden llegar alcanzar los 37 cm de longitud total.

## Hábitat
Es un pez de aguas profundas que vive entre 900-1.180 m de profundidad aunque lo hace, normalmente, entre 900 a 1.050 m.

## Distribución geográfica
Se encuentran en Sudáfrica, sur de Tasmania, Nueva Zelanda (incluyendo las Islas Chatham), las Islas Malvinas, la  Argentina y la costa sureste de Sudamérica.